# جيرين نيكسون
جيرين كيندول نيكسون (بالإنجليزية: Jerren Kendall Nixon)‏ (مواليد 25 يونيو 1973 في مورفانت) لاعب كرة قدم ترينيدادي دولي معتزل كان يجيد اللعب في خط الهجوم .

## روابط خارجية
- جيرين نيكسون على موقع الاتحاد الدولي (مؤرشف)  (الإنجليزية)
- جيرين نيكسون على موقع قاعدة بيانات كرة القدم.إي يو (الإنجليزية)
- جيرين نيكسون على موقع ناشيونال فوتبول تيمز (الإنجليزية)
- جيرين نيكسون على موقع عالم كرة القدم.نت (الإنجليزية)